# QUEST

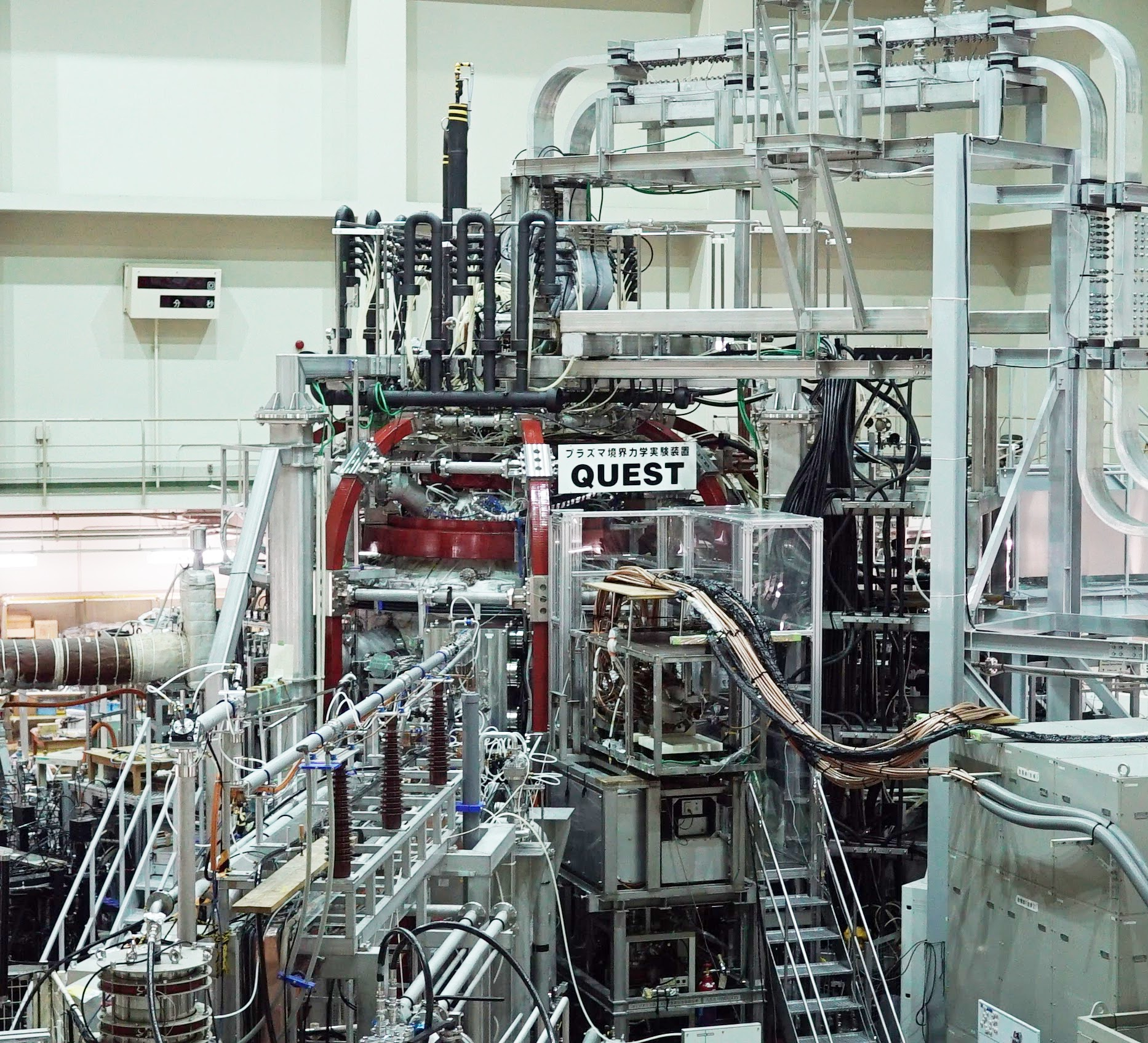
QUEST（九州大学）
- センター長　：　出射　浩
- 所在地 : 〒816-8580 　福岡県春日市春日公園6-1
- ウェブサイト: https://www.triam.kyushu-u.ac.jp/QUEST_HP/indexen.html

QUEST (Q-shu University Experiment with Steady-State Spherical Tokamak 長時間維持球状トカマク装置）は九州大学応用力学研究所高温プラズマ理工学研究センターが運用中の核融合実験装置。核融合炉の定常運転を実現するために、トカマク放電の長時間維持に挑戦しています。高周波プラズマ加熱とプラズマ粒子制御によって２時間超のトカマク運転を実現し、球状トカマク史上最長の放電時間を記録しました。核融合炉の壁温を模擬できる高温壁を利用した粒子制御は、世界に類を見ない手法です。[3]

## 概要
本計画は、トカマク装置より高ベータ運転が可能な球状トカマク装置の長時間の運転領域の開拓とそれを支える学術基盤を構築することであり、高性能核融合炉の可能性の拡大に貢献しようとするものです。 超長時間化研究は、定常球状トカマク炉の成立性を高める重要研究課題であるとともに、磁場核融合装置共通の学術的知見として必須の要素を数多く含んでいます。QUEST では、主な研究課題として
1. 高ベータ定常化の学術基盤研究として、トカマクよりも高ベータの達成が可能な球状トカマクの定常電流駆動及びプラズマ生成に関する研究、特に高密度・高誘電率プラズマにおける新しい電流駆動法（電磁波・静電波モード変換）の開発と実証
2. 球状トカマクの特徴的磁場配位に適合するダイバータ開発研究、および長時間運転での粒子・熱負荷制御法の確立
3. 定常運転の学術基盤として、壁温度制御による長時間運転での粒子循環制御、および先進壁制御とプラズマ性能の総合的研究

目標パラメータは、
第Ⅰ期目標
（準定常：Ip = 20-30 kA , P = 450 kW）
第Ⅱ期目標
（準定常：Ip = 100 kA , n = 0.4 x 1019 m-3 , P = 1 MW） （パルス：Ip = 300 kA , n = 4 x 1019 m-3 , P = 3 MW）
であり、諸元は以下のとおりです。

### 主要仕様
【 QUEST 】
| 項 目          | 仕 様                                                 | 到 達                                                  |
| -------------- | ----------------------------------------------------- | ------------------------------------------------------ |
| 大半径         | 0.68 m                                                | 0.68 m                                                 |
| 小半径         | 0.40 m                                                | 0.40 m                                                 |
| アスペクト比   | 1.70                                                  | 1.4                                                    |
| 非円形度       | 1.6 ～                                                | 1.2                                                    |
| トロイダル磁場 | 0.25 T（R = 0.6 m、定常） 0.5 T （R = 0.6 m、パルス） | 0.25 T 定常                                            |
| プラズマ電流   | ～0.02 MA (第Ⅰ期), ～0.1 MA (第Ⅱ期)                   | 0.01 MA 0.7 秒（第Ⅰ期） 0.07 MA 28 GHz 140 kW（第Ⅱ期） |
| 放電持続時間   | 定常                                                  | 5kA 2時間14分 40kW（第Ⅱ期）                            |
| 真空容器外径   | 直径 2.8m 高さ 2.8m                                   | 高温壁設置（100度-500度）                              |

### 設置運営者
- 九州大学応用力学研究所高温プラズマ力学研究センター

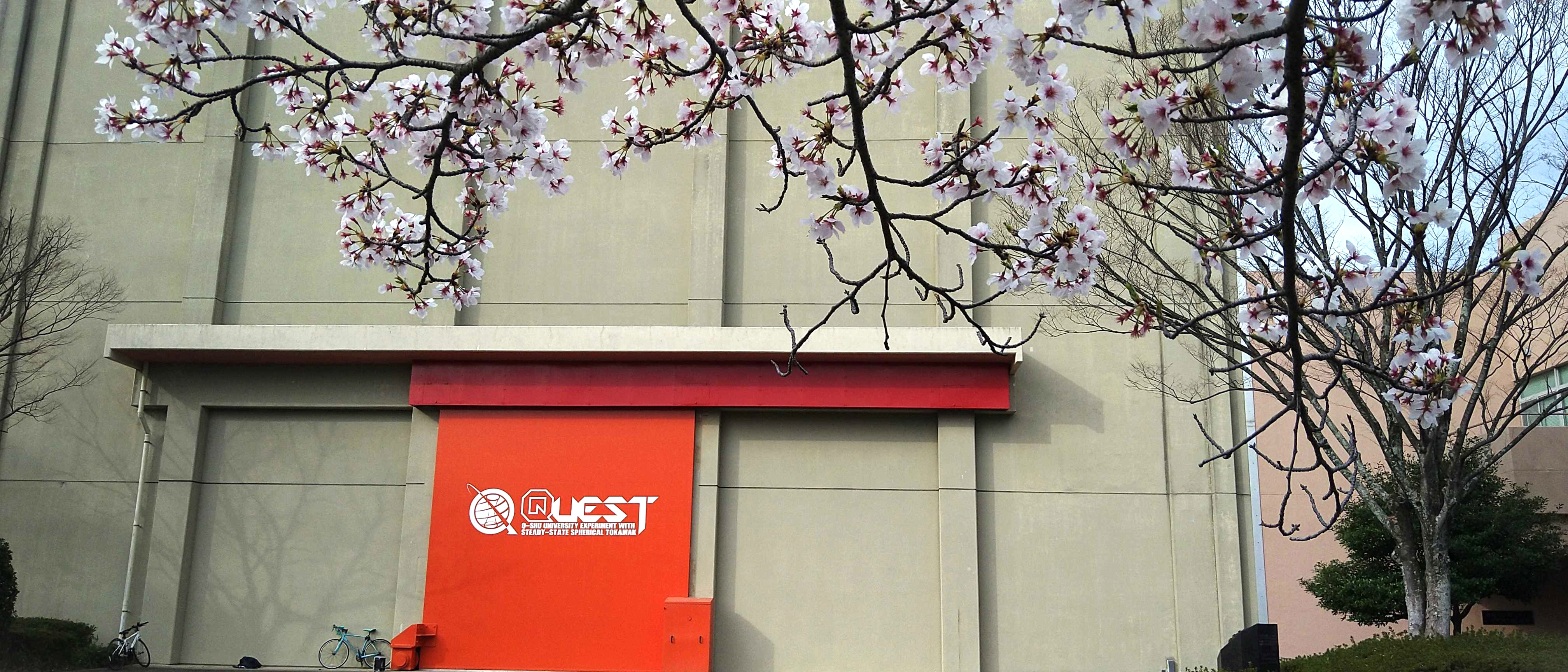
九州大学応用力学研究所高温プラズマ力学研究センター

### 場所
- 九州大学筑紫キャンパス

### 関連事業
- 幅広いアプローチ
- JT-60
- ITER